# Droid-Starfighter
Een Droid-Starfighter is een fictief ruimteschip uit de Star Wars-reeks.
De Droid-Starfighter is in feite een heel grote vliegende droid. De Trade Federation gebruikt Droid-Starfighters om zowel in de ruimte als de zogenaamde planetaire atmosfeer te opereren.
Ze worden bestuurd door het Droid-Commandship van de Trade Federation en zijn stuk voor stuk kostbaar. Droid-Starfighters volgen blindelings de bevelen op die ze van hun moederschip krijgen en zijn daardoor alomgevreesde killers in het hele universum.
Er zijn 3 standen waarin ze kunnen opereren, namelijk:
- Aanvalsstand: de slanke vleugels glijden hierbij opzij en geven hun zware laserkannonen weer.

- Loopstand: hierbij worden de 2 vleugels in de helft gedeeld en zo bekomt men 4 poten.

- Vluchtstand: de vleugels sluiten volledig waardoor de aerodynamica nog meer aan bod komt en ze zo snel kunnen vluchten/vliegen.